# Robert Sink
Robert Sink, né le 3 avril 1905 à Lexington et mort le 13 décembre 1965 à Fort Bragg, est un officier de l'US Army. Formé à l'académie militaire de West Point, il est connu pour avoir commandé pendant toute la Seconde Guerre mondiale le 506e régiment d'infanterie parachutée dont faisait partie la Easy Company, immortalisé par la série télévisée Band of Brothers.

## Biographie

### Avant-guerre
Robert Sink naît le 3 avril 1905 à Lexington en Caroline du Nord. Il effectue des études supérieures à l'université Duke puis décide d'embrasser une carrière militaire. Il intègre l'académie militaire de West Point d'où il sort en 1927 avec le grade de second-lieutenant et connaît sa première affectation au 8e régiment d'infanterie à Fort Screven sur Tybee Island. Il est muté en 1929 au 65e régiment d'infanterie à Porto Rico puis en 1932 à l'Army Chemical Warfare School à Fort Meade et en 1933 au 34e régiment d'infanterie. La même année, il est détaché comme cadre dans le Civilian Conservation Corps et est promu premier-lieutenant avant de regagner le 34e régiment. En 1935, il entre à l'United States Army Infantry School à Fort Benning. En 1937, il effectue un séjour aux Philippines dans les rangs du 57e régiment d'infanterie à Fort Mc Kinley où il est promu capitaine. De retour aux États-Unis, il est affecté à Fort Huachuca en Arizona dans le 25e régiment d'infanterie.

### Seconde Guerre mondiale
En 1940, il retourne à Fort Benning, cette fois au 501e bataillon d'infanterie parachutiste. Avec celui-ci, qui deviendra plus tard le 501e régiment d'infanterie parachutée, il devient un parachutiste chevronné. Promu major le 31 janvier 1941, il passe au 503e bataillon d'infanterie parachutiste, qui lui aussi sera plus tard renforcé pour devenir le 503e régiment d'infanterie parachutée. Robert Sink est promu lieutenant-colonel le 1er février 1942 et se retrouve basé au Camp Toccoa en Géorgie où les bataillons parachutistes, qui ont été renforcés en régiments, sont entraînés en vue de leur future projection en Europe ou dans le Pacifique. Sink est désigné pour commander le 506e régiment d'infanterie parachutée (506th PIR) en juillet et est promu colonel le 3 novembre. Pendant l'entraînement de base à Toccoa, il exige le meilleur de ses hommes comme lorsque, après avoir lu un article du magazine Life parlant du record d'un bataillon japonais ayant effectué 160 kilomètres en 72 heures, il déclare que ses hommes peuvent mieux faire et les lancent dans une marche de 190 kilomètres reliant Toccoa à Atlanta. C'est le 2e bataillon qui est désigné pour battre le record et, au sein de celui-ci, la Easy Company qui franchit en premier la ligne d'arrivée en 75 heures. Après Toccoa, le régiment effectue sa formation de parachutisme à Fort Benning puis participe à des manœuvres de perfectionnement au combat à Camp Mackall. En 1943, avec la 101e Division aéroportée, le 506th PIR est envoyé en Angleterre où se prépare l'opération Overlord. Durant l'entraînement en Grande-Bretagne, le colonel Sink doit faire face à la mutinerie d'un groupe de sous-officiers de la Easy Company,. Ceux-ci sont en effet de plus en plus inquiets des lacunes au combat montrées par le commandant de la compagnie, le capitaine Herbert Sobel, alors qu'ils se préparent à engager le combat contre l'armée allemande. De plus, ils sont mécontents du sort réservé au premier-lieutenant Dick Winters, relégué à des tâches d'intendance par Sobel qui voit en lui un rival du fait de sa popularité auprès des hommes de la compagnie. Sink réprimande sévèrement les sous-officiers mais leur épargne le peloton d'exécution car il a besoin de tous ses hommes pour l'invasion de l'Europe. Cependant, comprenant la situation au sein de la compagnie, il décide de muter Sobel dans une école de parachutisme et de le remplacer par le premier-lieutenant Meehan à la tête de la Easy.
Dans la nuit du 5 au 6 juin 1944, Robert Sink est parachuté près de Sainte-Marie-du-Mont à la tête du 506th PIR et dirige le régiment pendant la bataille de Normandie. Il désigne le lieutenant Winters, devenu commandant de la Easy Company, pour mener un assaut contre le manoir de Brécourt où est positionnée une batterie d'artillerie allemande qui fait feu sur les troupes américaines débarquées sur Utah Beach. À la suite du succès de cette attaque, Sink recommande Winters pour l'obtention de la Medal of Honor mais c'est la Distinguished Service Cross qui lui sera finalement décernée. Par la suite, le 506th PIR participe à la bataille de Carentan puis retourne en Angleterre pour une période de repos et de réorganisation. Le 17 septembre, il prend part à l'opération Market Garden en sautant sur les Pays-Bas. Le régiment participe à la libération du pays et Sink nomme Winters comme commandant en second du 2e bataillon du 506th PIR. Ce dernier est relevé le 26 novembre et part se reposer à Mourmelon. Le 18 décembre, alors que vient de débuter la bataille des Ardennes, Sink installe le régiment sur le secteur de Bastogne. Sous les ordres du général McAuliffe qui commande la 101e division à ce moment-là, il commande l'unité durement éprouvée les incessants tirs de l'artillerie allemande et les conditions rigoureuses de l'hiver ardennais. Peu avant Nöel, afin de redonner le moral à ses hommes, il leur fait la lecture du message "Nuts !" envoyé par le général McAuliffe au commandement allemand qui l'exhortait à se rendre. En janvier, le 2e bataillon est chargé de s'emparer du village de Foy. Dick Winters qui doit faire face à une défaillance du commandant de la Easy Company, le lieutenant Norman Dike, remplace celui-ci en cours de bataille par le lieutenant Speirs. Après l'attaque de Foy, sur recommandation de Winters, Sink approuve la nomination définitive de Speirs à la tête de la Easy Company. Le 17 janvier, la 101e division est relevée par la 17e division et le 506th PIR s'installe à Haguenau. Lors de ce séjour, Sink charge le capitaine Nixon, officier de renseignement du régiment, de faire des prisonniers allemands et les interroger. Nixon et Winters confient la mission à la Easy Company qui la rempli efficacement, ramenant des prisonniers qui fournissent des renseignements sur les lignes ennemies. Grisé par ce succès, Sink demande à ce qu'une autre patrouille reparte la nuit suivante avec le même but. Mais soucieux de la sécurité de ses hommes, Winters désobéit, n'envoie pas de patrouille et fournit un rapport disant qu'aucun prisonnier n'a pu être pris pendant la mission,. Sink entre ensuite en Allemagne avec son régiment et progresse jusqu'en Bavière, où il entre dans Berchtesgaden. C'est là qu'il apprend la capitulation allemande avant d'aller se baser en Autriche dans l'attente d'un éventuel déploiement sur le front du Pacifique. Le 12 août, il est nommé commandant en second de la 101e division, trois jours avant la reddition de l'armée japonaise qui met un terme définitif à la guerre. Déplacé en France, le 506th PIR est dissous à Auxerre le 30 novembre 1945.

### Après-guerre
De retour aux États-Unis en décembre 1945, Robert Sink prend le commandement du détachement d'infanterie de l'académie de West Point. Promu major-général le 11 avril 1948, il entre en août de la même année au National War College d'où il sort diplômé en juin 1949. En octobre 1949, il est envoyé en Asie où il prend le commandement des troupes américaines basées dans les îles Ryūkyū pendant l'occupation du Japon. Engagé dans la guerre de Corée en 1950, il est nommé commandant adjoint de la 7e division d'infanterie. Il rentre en Amérique en décembre 1951 et devient commandant en second de la 11e division aéroportée. Il commande ensuite ses propres divisions : la 7e division blindée de février à novembre 1953, puis la 44e division d'infanterie de novembre 1953 à octobre 1954. Affecté par la suite à Fort Bragg, il est membre du Joint Airborne Troop Board jusqu'en 1955, date à laquelle il est envoyé au Brésil. Basé à Rio de Janeiro, il est à la fois chef de la délégation des États-Unis auprès de la commission militaire mixte Brésil-États-Unis et chef des troupes américaines au Brésil. Il retourne à Fort Bragg en mai 1957 et prend le commandement du 18e corps aéroporté puis en mai 1958, celui du Strategic Army Corps. En septembre 1959, après avoir été promu lieutenant-général, il est nommé commandant des forces américaines basées dans la zone du canal de Panama. Il prend sa retraite en 1961 et se retire à Fort Bragg où il meurt le 13 décembre 1965.Il est inhumé au cimetière national d'Arlington.

## Décorations
|                                                     |                         |                         |  |  |  |
| Bronze oak leaf cluster · Bronze oak leaf cluster   | Bronze oak leaf cluster | Bronze oak leaf cluster |  |  |  |
| Bronze oak leaf cluster                             |                         |                         |  |  |  |
| Arrowhead · Bronze star · Bronze star · Bronze star |                         |                         |  |  |  |
|                                                     |                         |                         |  |  |  |
|                                                     |                         |                         |  |  |  |
|                                                     |                         |                         |  |  |  |
|                                                     |                         |                         |  |  |  |
| Bronze oak leaf cluster                             |                         |                         |  |  |  |

| Combat Infantryman Badge                                                                       |                                                                                                |                                                      |                                              |                                              |                                              |
| Silver Star Avec deux feuilles de chêne                                                        | Silver Star Avec deux feuilles de chêne                                                        | Legion of Merit Avec une feuille de chêne            | Legion of Merit Avec une feuille de chêne    | Bronze Star Avec une feuille de chêne        | Bronze Star Avec une feuille de chêne        |
| Air Medal Avec une feuille de chêne                                                            | Air Medal Avec une feuille de chêne                                                            | American Defense Service Medal                       | American Defense Service Medal               | American Campaign Medal                      | American Campaign Medal                      |
| European-African-Middle Eastern Campaign Medal Avec une pointe de flèche et trois Service star | European-African-Middle Eastern Campaign Medal Avec une pointe de flèche et trois Service star | World War II Victory Medal                           | World War II Victory Medal                   | Army of Occupation Medal                     | Army of Occupation Medal                     |
| National Defense Service Medal                                                                 | National Defense Service Medal                                                                 | Korean Service Medal                                 | Korean Service Medal                         | Distinguished Service Order                  | Distinguished Service Order                  |
| Officier de l'Ordre de Léopold                                                                 | Officier de l'Ordre de Léopold                                                                 | Croix de Guerre belge 1940-1945 Avec palme           | Croix de Guerre belge 1940-1945 Avec palme   | Croix de guerre 1939-1945 Avec palme         | Croix de guerre 1939-1945 Avec palme         |
| Lion de Bronze néerlandais                                                                     | Lion de Bronze néerlandais                                                                     | Lion de Bronze néerlandais                           | United Nations Korea Medal                   | United Nations Korea Medal                   | United Nations Korea Medal                   |
| Master Parachutist Badge Avec deux étoiles                                                     |                                                                                                |                                                      |                                              |                                              |                                              |
| Presidential Unit Citation Avec une feuille de chêne                                           | Presidential Unit Citation Avec une feuille de chêne                                           | Presidential Unit Citation Avec une feuille de chêne | Republic of Korea Presidential Unit Citation | Republic of Korea Presidential Unit Citation | Republic of Korea Presidential Unit Citation |

## Hommages
- De son vivant, Robert Sink était surnommé Five 0 Sink, en référence au 506th PIR surnommé Five 0 Six.
- Sur la base militaire de Fort Campbell où il était commandant en second de la 11e division aéroportée, une bibliothèque lui a été dédiée en 1967.
- En novembre 2004, le parcours reliant le Camp Toccoa au sommet du mont Currahee, régulièrement emprunté par les hommes du 506th PIR pendant l'entraînement, a été classé et dédié à Robert Sink sous le nom de COL. Robert Sink Memorial Trail.
- Robert Sink est représenté dans la série Band of Brothers où il est interprété par Dale Dye.
- Il est représenté dans le jeu vidéo Brothers in Arms: Hell's Highway, toujours sous les traits de Dale Dye.
- Le colonel Robert Stout, joué par Elliott Gould dans le film Un pont trop loin, est inspiré de Robert Sink.